# Сухов Олександр Вікторович
Олександр Вікторович Сухов (нар. 25 червня 1956, Українська РСР) — український футбольний тренер.

## Кар'єра тренера
У другому матчі весняної частини сезону 2004/05 років виконував обов'язки головного тренера команди, 12 квітня 2005 року в програному (0:2) поєдинку проти армянського «Титану».